# B–58 Hustler
A B–58 Hustler szuperszonikus, közepes bombázó repülőgép volt, melyet az Amerikai Egyesült Államokban fejlesztettek ki. Nagy repülési magassága és sebessége védetté tette a légvédelmi fegyverekkel szemben, de a repülőgép gyártása rendkívül sok pénzbe került, állítólag drágább volt, mint ugyanakkora tömegű arany, fenntartása is rendkívül bonyolult volt. A repülőgép vezetése, nagy sebessége miatt, nagy odafigyelést igényelt. Annak ellenére, hogy a gépek pilótáit nagy körültekintéssel válogatták ki, a típus mindössze tízéves rendszerben állása alatt a gépek 22%-a veszett oda balesetekben. A gépeket 1970-ben vonták ki a hadrendből, utódja az FB–111 Aardvark lett.